# Mis grandes éxitos: Otra vez enamorada... con un nuevo amanecer
 Mis grandes éxitos: Otra vez enamorada... con un nuevo amanecer es el 19º álbum de Lucía Méndez editado el año 2009.
Este disco contiene las nuevas versiones de los éxitos de Lucía Méndez y la nueva canción "Un nuevo amanecer" estrenada en el Teletón de México de 2008 y que fue utilizada como tema central en las primeras semanas de la telenovela Mi pecado.
Los sencillos que destacan de esta grabación son: Enamorada, Un nuevo amanecer.
Este disco y otros tres serán bajo el sello discográfico Sony Music ya que la cantante firmó contrato con la disquera para producir cuatro discos.

## Temas
1. Enamorada (Honorio Herrero Araujo)
2. Corazón de piedra (Honorio Herrero Araujo)
3. Juntos por costumbre (Gian Pietro Felisatti, Miguel Blasco y José Ramón Flores)
4. Culpable o inocente (Camilo Blanes Cortés)
5. Un nuevo amanecer (Pop Dance) (Pedro Torres Méndez, Ron Avant, Kip Wilson y Gabriela Galindo)
6. No hay hombres (José Ramón Flores)
7. Don corazón (Honorio Herrero Araujo)
8. Se acabó (Gian Pietro Felisatti y José Ramón Flores)
9. Un alma en pena (Juan Gabriel)
10. Mi amor amor (Honorio Herrero Araujo)
11. Castígame (Rafael Péez Botija)
12. Margarita ((Honorio Herrero Araujo, O. Avogadro, Óscar Prudente)
13. Un nuevo amanecer (balada) (Pedro Torres Méndez, Ron Avant, Kip Wilson y Gabriela Galindo)
14. Popurrí de Juan Gabriel (Debo hacerlo, Hasta que te conocí y Caray) (Juan Gabriel)

Producción musical: Mario Gil excepto "Un nuevo amanecer" (Pop Dance) y "Un nuevo amanecer" (Balada) (Mario Gil y Pedro Torres Méndez).

## Créditos
- Producción musical: Mario Gil
- Producción ejecutiva y Producción general: Lucía Méndez
- Coordinación general y Productor asociado: Abraham Méndez
- A&R: Mauri Stern
- Fotografía: Uriel Santana
- Maquillaje: Javier de la Rosa
- Peinados: Jorge Beltrán
- Vestuario: Paco Castillo
- Dirección de arte y diseño Andrei Cruz
- Relaciones pública México Angélica Macías
- Relaciones pública Estados Unidos de América Alberto Gómez